# IZombie (cómic)

iZombie (originalmente titulada I, Zombie) es una colección de cómics creada por el autor Chris Roberson y el artista Michael Allred, que comenzó a publicarse en 2010 por la editorial Vertigo de DC Comics. Los cómics tienen lugar en Eugene, Oregon; y son protagonizados por Gwen Dylan (nombre de soltera Gwendolyn Price), una renacida y sepultera; junto a sus amigos Ellie, un fantasma de los sesenta, y Scott, un hombre terrier. En 2011 iZombie fue nominada al Premio Eisner por Mejor Nueva Colección.

## Introducción
Gwen Dylan puede parecer una chica normal, pero necesita comer cerebros una vez al mes para no perder sus recuerdos y su ser. Al ser sepultera, tiene pleno acceso a cadáveres frescos y cuando consume el cerebro de estos, «hereda» parte de los recuerdos del difunto.
Los «monstruos» en iZombie se clasifican en dos conceptos: almas superiores y almas inferiores. El alma superior (como en el ensayo The Over-Soul de Raplh Waldo Emerson), «se encuentra en el cerebro y contiene los pensamientos, recuerdos y la personalidad»; mientras que el alma inferior (como en el poema Dark Brown de Michael McClure) «se encuentra en el corazón y contiene los apetitos, emociones y miedos». Los fantasmas son por tanto entes de alma superior sin cuerpo; los poltergeists entes de alma inferior sin cuerpo; los vampiros son individuos sin alma inferior (sedientos de emociones); y los zombis son seres sin alma superior. Los renacidos como Gwen son únicos, ya que poseen las dos: alma superior e inferior. Los monstruos también pueden «contagiar» a los vivos, aquí se incluye a los poseídos, los hombres lobo y similares. Los personajes de iZombie aparecieron por primera vez en un relato corto del primer cómic anual de Halloween (2009) de la serie House of Mystery. Otro relato de iZombie apareció en la segunda entrega anual de Halloween (2011).  
El 1 de abril de 2012, en la Emerald City Comicon, Allred anunció que iZombie terminaría en agosto a partir del número 28.

## Sinopsis
Varios seres, algunos humanos y otros no, combaten diversos desafíos en Eugene, Oregon, y sus alrededores. Vampiros, peleas parentales, zombis, triángulos amorosos, claustrofobia, batallas apocalípticas...son solo algunas de las situaciones con las que tendrán que lidiar estos veinteañeros no preparados, fuertemente manipulados y no del todo humanos.

## Personajes
- Gwendolyn «Gwen»Dylan (apellido de soltera Price): La protagonista, una renacida o zombi.
- Eleanor «Ellie» Stuart (apellido de soltera Roosevelt): Un fantasma que murió en los sesenta y que nunca ha salido de Oregon.
- Scott «Spot»: Un hombre terrier, amigo de Gwen y Ellie.
- Gavin Price: Hermano de Gwen y futuro novio de Scott (más tarde marido en iZombie #28)
- Horatio: Cazador de monstruos y novio de Gwen.
- Vincent Tan: Amigo y compañero de trabajo de Scott.
- Ashok Patel: Amigo y compañero de trabajo de Scott y Vincent.
- John Amon: Momia responsable de que Gwen Dylan se convirtiese en zombi.

## Escenarios
El cómic destaca por ambientar sus escenarios utilizando lugares reales de la ciudad de Eugene. Entre ellos se incluyen: el campus de la Universidad de Oregón, la Casa Shelton McMurphey Johnson, el Teatro McDonald, el Ayuntamiento de Eugene, Ya-Po-Ah Terrace, el Centro de Convenciones de Oregón y el zoológico de Oregón. El principal lugar de reunión en los cómics es Dixie's Firehouse, también conocido como «Fins» que se encuentra en Springfield, Oregón. 

## Adaptación
En noviembre de 2013, The CW encargó hacer un episodio piloto con el nombre del cómic a los guionistas/productores Rob Thomas y Diane Ruggiero-Wright, quienes crearon la serie como un drama sobrenatural para la cadena. El 25 de febrero de 2014, la revista Deadline publicó que Malcolm Goodwin, Aly Michalka y David Anders harían el papel de Clive, Peyton y Blaine. El 7 de marzo de 2014, el actor Robert Buckley obtuvo el papel de Major, el prometido de la protagonista, un ingeniero medioambiental y ex estrella de fútbol universitario que es querido por todos. El 12 de marzo de 2014, la actriz Rose Mclver fue escogida para protagonizar a Olivia «Liv» Moore. El 8 de mayo de 2014, The CW escogió la serie para la temporada de otoño 2014-2015, pero se emitió más tarde como un reemplazo a mediados de la misma. El 17 de marzo de 2015, iZombie hizo su primer debut en The CW, y terminó el 1 de agosto de 2019, habiendo emitido 71 episodios en total. 
Mientras que la serie mantiene la capacidad de la protagonista de absorber los recuerdos y las capacidades a través de comer cerebros, su origen cambia. Liv (nombre modificado del original) es un médico interno en Seattle, Washington, que se ha convertido en zombi después de ser arañada por uno. La serie se retoma 5 meses después del incidente; Liv ahora trabaja como asistente en una morgue del Condado de King, junto al Dr. Ravi Chakrabarti interpretado por Rahul Kohli, quien le proporciona un suministro constante de cerebros de víctimas de asesinato que se debe comer para poder mantener su ser. Un efecto secundario que experimenta Liv al comer cerebros es que los recuerdos del difunto se le muestran en visiones, y con el tiempo absorbe sus hábitos y capacidades, qué utiliza para ayudar a resolver crímenes.   
Michael Allred cocreador y principal artista de la colección de cómics, diseñó y dibujó los créditos iniciales de la serie de televisión.

## Ediciones recopiladas
La colección de cómics ha sido recopilada en 4 libros de tapa blanda:  
| # | Título                                   | Autor          | Ilustrador                                       | Editorial | Fecha de publicación    | Traducción al español                                                                      | ISBN                | Material recopilado |
| - | ---------------------------------------- | -------------- | ------------------------------------------------ | --------- | ----------------------- | ------------------------------------------------------------------------------------------ | ------------------- | ------------------- |
| 1 | iZombie Vol.1: Dead to the World         | Chris Roberson | Michael Allred, Laura Allred y Darwyn Cooke      | Vertigo   | 16 de marzo de 2011     | No traducido. Traducción sugerida: iZombie Volumen 1: Muertos al mundo                     | ISBN 978-1401229658 | iZombie #1-5        |
| 2 | iZombie Vol.2: uVampire                  | Chris Roberson | Michael Allred, Laura Allred y Gilbert Hernandez | Vertigo   | 7 de septiembre de 2011 | No traducido. Traducción sugerida: iZombie Volumen 2: Tú vampiro                           | ISBN 978-1401232962 | iZombie #6-12       |
| 3 | iZombie Vol.3: Six Feet Under and Rising | Chris Roberson | Michael Allred, Laura Allred y Jay Stephens      | Vertigo   | 8 de febrero de 2012    | No traducido. Traducción sugerida: iZombie Volumen 3: A 2 metros bajo tierra y resurgiendo | ISBN 978-1401233709 | iZombie #13-18      |
| 4 | iZombie Vol.4: Repossession              | Chris Roberson | Michael Allred, James Rugg y J.Bone              | Vertigo   | 5 de diciembre de 2012  | No traducido. Traducción sugerida: iZombie Volumen 4: Recuperación                         | ISBN 978-1401236977 | iZombie #19-28      |

Además de un libro integral en el que se recoge la colección completa:  
| # | Título original     | Título traducido al español | Autor          | Ilustrador                                                         | Editorial original | Fecha de publicación original | Editorial española | Fecha de publicación en España | Traductor               | ISBN                | Material recopilado                                 |
| - | ------------------- | --------------------------- | -------------- | ------------------------------------------------------------------ | ------------------ | ----------------------------- | ------------------ | ------------------------------ | ----------------------- | ------------------- | --------------------------------------------------- |
| 1 | The iZombie Omnibus | iZombie: Integral           | Chris Roberson | Gilbert Hernández, J.Bone, Jay Stephens, Jim Rugg y Michael Allred | Vertigo            | 2 de diciembre de 2015        | ECC Ediciones      | 19 de abril de 2019            | Guillermo Ruiz Carreras | ISBN 978-1781160534 | Recopilación de los 28 números de la serie original |